# Boterstraat (Alkmaar)
De Boterstraat is een van de oudste straten in het centrum van de Nederlandse stad Alkmaar.
Grenzend ten zuiden aan de Laat verloopt de straat richting noordoosten, waar de straat na de kruising met de Langestraat overgaat in de Houttil. De Boterstraat is als een voetgangerszone ingerichte winkelstraat waar de mensen ongestoord rond kunnen kuieren.

## Historie
De straat als zodanig wordt bij akte voor het eerst in 1492 genoemd als Molenstraet. Eerst in 1553 is er sprake van de Butterstraet, zo genoemd naar de op de hoek met de Langestraat gehouden botermarkt. In de 17e eeuw werd de boter- en kaasmarkt verplaatst naar het Waagplein, alwaar de kaasmarkt thans elke vrijdagochtend tussen 10:00 en 12:00 uur wordt gehouden, vanaf de eerste vrijdag van april tot en met de eerste vrijdag van september.
Het hoekpand, onder zadeldak met schild aan de voorzijde (dakkapel), bevat een lijstgevel, waarvan de lijst voorzien is van een tandlijst. Dit gebouw dateert uit eind 17e / begin 18e eeuw en staat op de Lijst van rijksmonumenten in Alkmaar.

## Trivia
Aan de Boterstraat 1a bevindt zich net als elders in Nederland een Stolperstein (ook wel Struikelsteen genoemd). Dit zijn koperen plaquettes die in de stoep zijn verwerkt ter herinneren aan de mensen (meestal Joodse) die vermoord zijn door de nazi's.
Achterdam ·
Bierkade · 
Boterstraat · 
Canadaplein · 
Fnidsen ·
Kennemerstraatweg ·
Koningsweg · 
Koorstraat · 
Laat ·
Langestraat · 
Lindegracht ·
Oudegracht ·
Koning Willem-Alexanderlaan ·  
Vermeerstraat